# 中国（上海）自由贸易试验区
中国（上海）自由贸易试验区（英語：China (Shanghai) Pilot Free Trade Zone，简称上海自由贸易区或上海自贸区）是中国大陆上海市的一个自由贸易园区。2013年8月，中华人民共和国国务院正式批准设立中国（上海）自由贸易试验区。该试验区成立时，以上海外高桥保税区为核心，辅之以上海浦东机场综合保税区和洋山港临港新城，成为中华人民共和国经济新的试验田，实行政府职能转变、金融制度、贸易服务、外商投资和税收政策等多项改革措施，并将大力推动上海市转口、离岸业务的发展。
该项目得到中共中央总书记习近平及时任国务院总理李克强的支持，最终成功启动，2013年9月29日，上海自由贸易区正式挂牌成立。由时任中共上海市委常委、浦东新区区委书记沈晓明兼任自贸区管委会主任。

## 历史沿革
2004年4月15日，上海外高桥保税物流园区封关运作，是中国大陆第一个保税物流园区，成为日后上海自贸区的四大核心板块之一。
2009年，中国生产力促进中心协会承担上海浦东新区战略发展研究的重大课题，其中“上海浦东新区建立自由贸易区研究”分课题于2010年1月20日完成评审并得到高度评价。随后相关报告被呈送国务院（中央人民政府），被认为是中国（上海）自由贸易试验区的方案雏形。
2013年3月，国务院总理李克强在上海调研时表示，鼓励支持上海积极探索，在现有综合保税区基础上，研究试点先行在28平方公里内建立一个自由贸易试验区，进一步扩大开放，推动完善开放型经济体制机制。
2013年上半年，由商务部国际经贸关系司牵头制定了《中国（上海）自由贸易试验区总体方案》（草案），上报国务院审批。2013年7月3日，李克强总理主持的国务院常务会议原则通过《中国（上海）自由贸易试验区总体方案》，在上海外高桥保税区等4个海关特殊监管区域内，建设中国（上海）自由贸易试验区；并称此举是顺应全球经贸发展新趋势，更加积极主动对外开放的重大举措。上海自贸区的部分试点项目在立项过程中曾遭遇中国证券监督管理委员会、中国银行业监督管理委员会等金融监管部门反对，但方案最终在国务院总理办公室的协调下得以通过。
2013年8月，国务院正式批准设立中国（上海）自由贸易试验区，试验区范围涵盖上海市外高桥保税区、外高桥保税物流园区、洋山保税港区和上海浦东机场综合保税区等4个海关特殊监管区域，总面积为28.78平方公里。
2013年8月25日，上海市出台42条实施意见，明确提出上海要结合中国（上海）自由贸易试验区建设的要求，争取先行先试，使国家金融改革、创新有关部署在上海最先落地。
2013年8月30日，为解决有关法律规定在上海自贸区内的实施问题，第十二届全国人民代表大会常务委员会第四次会议决定，暂时调整《中华人民共和国外资企业法》、《中华人民共和国中外合资经营企业法》和《中华人民共和国中外合作经营企业法》规定的有关行政审批，时间为3年。
2013年9月29日，中国（上海）自由贸易试验区正式挂牌成立，是中国大陆第一个自由贸易试验区。2014年8月1日起《中国（上海）自由贸易试验区条例》施行。
2014年12月28日，国务院第74次常务会议讨论通过的《关于授权国务院在中国（广东）自由贸易试验区、中国（天津）自由贸易试验区、中国（福建）自由贸易试验区以及中国（上海）自由贸易试验区扩展区域暂时调整有关法律规定的行政审批的决定（草案）》，提请第十二届全国人民代表大会常务委员会第十二次会议审议并通过。在上海自贸区扩展区内，对国家规定实施准入特别管理措施之外的外商投资，暂时停止行政审批，改为备案管理。2015年4月21日，上海自贸区扩围，陆家嘴金融片区、金桥开发片区以及张江高科技片区正式挂牌。
2015年4月27日，中共上海市委书记韩正在上海自贸区扩区动员大会强调，要按照习近平总书记和李克强总理的要求建设上海自贸区，“坚决按照中央要求、服从服务国家战略”，克服本位主义，不能只照看自己的“一亩三分地”。韩正在讲话中承认，上海自贸区“先发”优势不再，其所提出的“三个坚持”全都是与“习李”所倡导的政策保持一致。
2017年3月30日，国务院印发《全面深化中国（上海）自由贸易试验区改革开放方案》。
2018年11月5日，习近平在中国国际进口博览会开幕式演讲中表示“将增设中国上海自由贸易试验区的新片区”。
2019年7月22日至23日，李克强在上海考察期间，特意视察临港试验区新片区。
2019年7月27日，國務院批准在臨港建立自貿新片區。
2019年8月6日，国务院印发《中国（上海）自由贸易试验区临港新片区总体方案》，宣布要在上海大治河以南、金汇港以东以及小洋山岛、浦东国际机场南侧区域设置中国（上海）自由贸易试验区临港新片区。根據規劃，先行启动南汇新城、临港装备产业区、小洋山岛、浦东机场南侧等区域，面积为119.5平方公里。
2020年10月14日，医疗器械注册人制度落地上海自贸区保税区。
2021年10月14日，中国（上海）自由贸易试验区“离岸通”平台在上海自贸区外高桥保税区上线。该平台可以帮助银行更好审核离岸贸易的真实性。

## 区域功能
依据上海自贸区的总体规划方案，上海自贸区规划为4块功能区域，范围包括上海外高桥保税区、上海外高桥保税物流园区、上海洋山保税港区和上海浦东机场综合保税区等4个海关特殊监管区域，共计28.78平方公里，约占上海市总面积的1/226，和澳门的面积大小较接近。2015年3月1日起，陆家嘴金融片区、金桥开发片区以及张江高科技片区将正式纳入上海自贸区范围，面积将扩大至120.72平方公里。2019年8月6日，再擴大119.5平方公里。
- 上海外高桥保税区：位于上海市东北端，紧邻长江口，是长江水运航道和中国沿海海岸线的交汇点。成立并开始运作于1990年，规划面积为10平方公里，紧靠外高桥港区，是全国第一个保税区，也是截止2013年中国大陆15个保税区中经济总量最大的保税区。[35]主要产业有：国际贸易、现代物流和高端制造等[36]。
- 上海外高桥保税物流园区：位于保税区旁，紧靠外高桥港区码头，封关运作面积1.03平方公里。园区于2006年底基本建成，总投资33亿元人民币。设有14万平方米集装堆场和70万平方米的现代化物流仓库，实现集装箱年综合处理能力100万TEU。
- 上海洋山保税港区：是中国大陆首个保税港区，启动运营于2005年12月10日，规划面积8.14平方公里，由保税区陆域部分、东海大桥和小洋山岛港口区域三部分组成，其中陆域部分面积6平方公里，主要功能为：口岸检查、商务洽谈、加工制造、保税物流、港口增值以及配送、中转、采购等，岛域部分是集装箱深水港码头作业区域，包括洋山深水港一期、二期码头，面积2.14平方公里，是集装箱装卸、中转的功能区域。
- 上海浦东机场综合保税区：上海浦东机场综合保税区位于浦东国际机场西侧，总面积3.59平方公里。2006年4月，上海市向国务院提出在浦东机场建设空港保税物流园区的申请，直到2009年7月，才获得国务院同意。其功能定位为：仓储、国际中转、国际配送、快件中转、研发、加工制造、检测维修、展览、分拨理货、国际贸易，包括转口贸易、国际商务、信息服务等，并将逐步拓展相关功能。[37]
- 陆家嘴金融片区：位于浦东新区黄浦江畔，面对外滩。面积34.26平方公里（含2010年上海世博会浦东会址区域及上海前滩国际商务区），是全国唯一以金融、保险和证券及商贸为主要产业的国家级开发区[38]。
- 金桥开发片区：位於上海浦东新区中部，前身为金桥出口加工区，2013年7月17日改今名。管辖面积为67.79平方公里。
- 张江高科技片区：位于上海市浦东新区中南部，面积75.9平方公里，于1992年7月成立。
- 临港新片区：位於上海浦东新区东南部，前身为洋山保税港区，2019年8月6日宣布建立新片区[39]。
  - 南汇新城、临港装备产业区、小洋山岛、浦东机场南侧

## 相关政策
国务院批复的《中国（上海）自由贸易试验区总体方案》中指出，上海自贸区试点将有以下规划与政策：先行试点人民币资本项目开放及逐步实现可自由兑换等金融措施，并采用循序渐进的开放政策，优先开放企业法人的人民币自由兑换；上海自贸区试点也有望成为中国加入“泛太平洋伙伴关系协议”（TPP）的首个对外开放窗口，为中国加入该协议发挥重要作用。该方案最终将可能落实到金融、贸易、航运等五个领域的开放政策，以及管理、税收、法规等五个方面的改革措施。
此外，在金融领域，上海自贸区试点还将试点利率市场化、汇率自由汇兑、金融业的对外开放、产品创新等，也涉及一些离岸业务；在贸易领域，上海自贸区试点将实现“国境线放开”、“国内市场分界线安全高效管住”、“区内货物自由流动”的监管服务新模式，这是上海自贸区试点与目前上海综合保税区的主要区别。上海自由贸易区内7家银行已经开始试点几乎等同离岸账户的FTA账户。

### 开放政策
上海自贸区所规划之主要扩大对外开放的政策如下（详见清单）：
- 金融、航运与商贸领域：金融领域的的政策主要有，允许符合条件的外资金融机构设立外资银行，符合条件的民营资本与外资金融机构共同设立中外合资银行。在条件具备时，适时在试验区内试点设立有限牌照银行。在完善监管的同时，允许自贸区内符合条件的中资银行开办离岸业务；允許區內企業設立自由贸易账户，實行分账核算，將中國境內境外業務進行分離[42]；试点设立外资专业健康医疗保险机构；融资租赁公司在试验区内设立的单机、单船子公司不设最低注册资本限制；允许融资租赁公司兼营与主营业务有关的商业保理业务[43]。上海自贸区执行宽进严管的管理思路，在自贸区内，1元钱就可以创办公司且大大简化审批手续，一般1天就能完成申办材料的审批，但若发生违法行为将受到诸多限制[44]。在船舶航运方面，上海自贸区亦有大幅开放政策出台，主要包括：中外合资、中外合作国际船舶运输企业的外资股份比例限制被放宽，国务院交通运输主管部门将制定相关的规定加以有效管理；中国大陆资产的公司可以拥有或控股拥有的不悬挂五星红旗的船舶，对外贸进出口集装箱在国内沿海港口和上海港之间的沿海捎带业务执行先行先试。商贸领域政策主要有，允许外资企业经营特定形式的部分增值电信业务，允许外资企业从事游戏游艺设备的生产和销售，通过文化主管部门内容审查的游戏游艺设备可面向国内市场销售。[43]
- 专业领域：允许设立外商投资资信调查公司；允许在试验区内注册的符合条件的中外合资旅行社，从事除的出境旅游业务（港澳及東南亞地区除外）；，外资者可以拥有不超过70%的股权的方式设立中外合资人才中介机构；港澳投资方可以设立独资人才中介机构；外资人才中介机构最低注册资本金要求由30万美元降低至12.5万美元；自贸区内，取消上海市提供服务的外资工程设计（不包括工程勘察）企业的“首次申请资质时对投资者的工程设计业绩”之要求；自贸区内的外商独资建筑企业承揽上海市的中外联合建设项目，取消过去建设项目中外方投资比例限制。[43]
- 文化与社会服务领域：取消外资演出经纪机构的股比限制，允许设立外商独资演出经纪机构，为上海市提供服务；允许设立外商独资的娱乐场所，在试验区内提供服务；允许举办中外合作经营性教育培训机构；允许举办中外合作经营性职业技能培训机构；允许设立外商独资医疗机构[43]。

### 限制政策

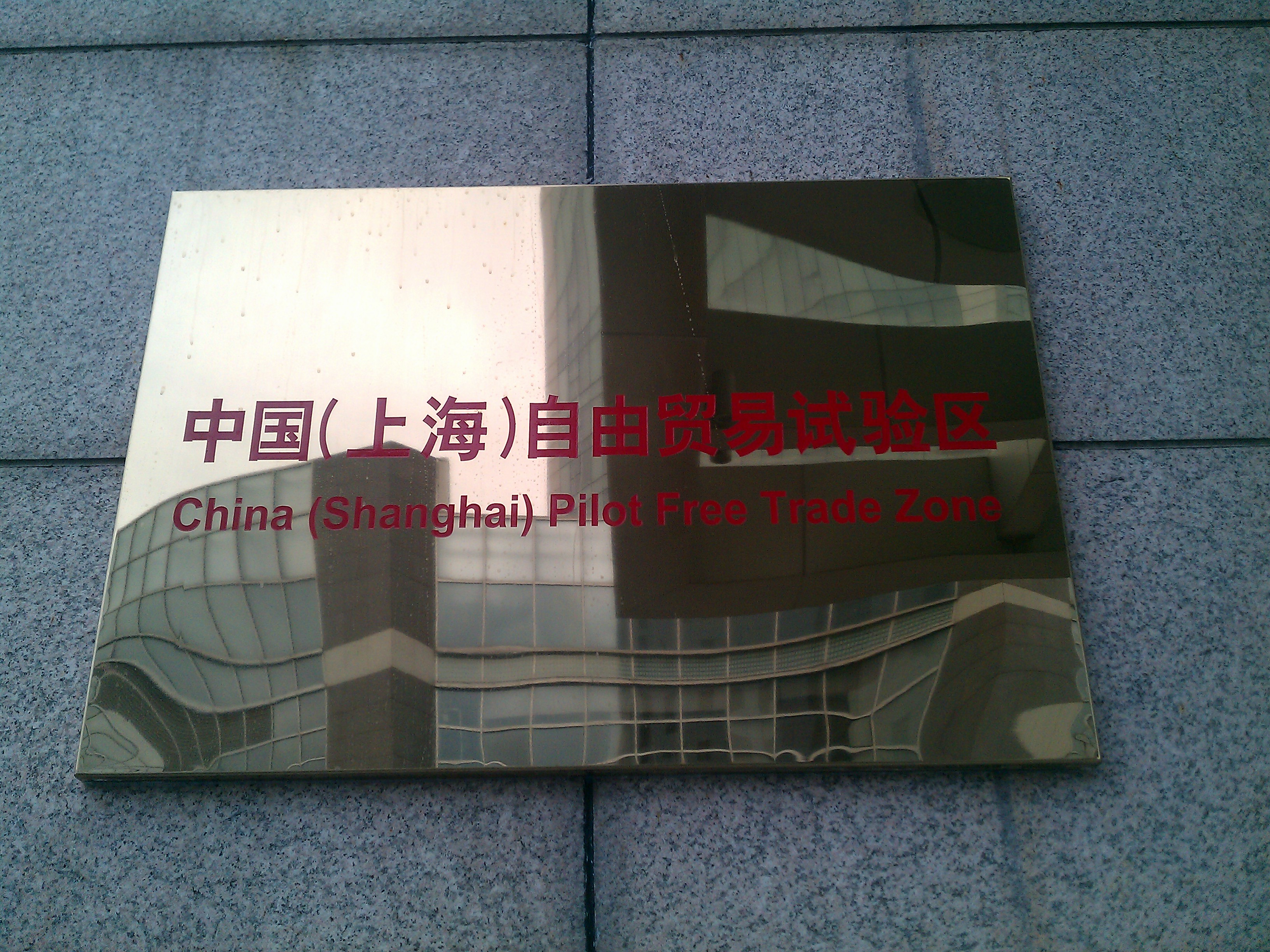
中国（上海）自由贸易区管委会门口铜牌

在开启多项改革措施的同时，中国政府也对一些投资项目进行了限制。例如音像制品和电子出版物、博彩、互联网等服务，政府均禁止或限制提供这些商品的外商进驻。在政治、互联网等方面，上海自贸区的政策和中国大陆其它地区相比不会出现变化。另一方面，在自贸区挂牌同时，官方也公告列明了《中国（上海）自由贸易试验区外商投资准入特别管理措施（负面清单，2013年）》，对采矿、制造、建筑和批发零售等18个行业的部分内容进行了准入限制，其中博彩、网吧等属于禁止内容。中国海关也会加大监管力度，防止自贸区内可能出现的走私和其他违法行为。

## 政府的总体要求和任务
国务院批复《中国（上海）自由贸易试验区总体方案》指出，上海自贸区的总体目标为：“经过两至三年的改革试验，加快转变政府职能，积极推进服务业扩大开放和外商投资管理体制改革，大力发展总部经济和新型贸易业态，加快探索资本项目可兑换和金融服务业全面开放，探索建立货物状态分类监管模式，努力形成促进投资和创新的政策支持体系，着力培育国际化和法治化的营商环境，力争建设成为具有国际水准的投资贸易便利、货币兑换自由、监管高效便捷、法制环境规范的自由贸易试验区，为我国扩大开放和深化改革探索新思路和新途径，更好地为全国服务。”上海自贸区的主要任务包括：加快政府职能转变、扩大投资领域的开放、推进贸易发展方式转变、深化金融领域的开放创新以及完善法制领域的制度保障等五个方面。

### 加快政府职能转变
在加快政府职能转变方面，总体方案要求上海自贸区深化行政管理体制改革。进一步深化上海自贸区改革方案要求上海自贸区，完善负面清单管理模式、加强社会信用体系应用、加强信息共享和服务平台应用、健全综合执法体系、健全社会力量参与市场监督制度、完善企业年度报告公示和经营异常名录制度、健全国家安全审查和反垄断审查协助工作机制、推动产业预警制度创新、推动信息公开制度创新、推动公平竞争制度创新、推动权益保护制度创新、深化科技创新体制机制改革。

### 扩大投资领域的开放
在扩大投资领域的开放方面，总体方案要求上海自贸区扩大服务业开放、探索建立负面清单管理模式、构筑对外投资服务促进体系。进一步深化上海自贸区改革方案要求上海自贸区，进一步扩大服务业和制造业等领域开放、推进外商投资和境外投资管理制度改革、深化商事登记制度改革、完善企业准入“单一窗口”制度。

### 推进贸易发展方式转变
在推进贸易发展方式转变方面，总体方案要求上海自贸区推动贸易转型升级、提升国际航运服务能级。

### 深化金融领域的开放创新
在深化金融领域的开放创新方面，总体方案要求上海自贸区加快金融制度创新、增强金融服务功能。进一步深化上海自贸区改革方案要求，上海自贸区加大金融创新开放力度，加强与上海国际金融中心建设的联动。具体方案由人民银行会同有关部门和上海市人民政府另行报批。

### 完善法制领域的制度保障
在完善法制领域的制度保障方面，总体方案要求上海自贸区完善法制保障。

## 评价与评估
上海自贸区作为中国大陆的第一个自由贸易试验区，在成立之初被给予“撬动中国新一轮改革开放”的厚望。挂牌后首个业务受理日就有577人次申请入驻。

### 正面
- 截至2013年10月7日，上海工商部门收到企业落户自贸区申请的已超过600家。包括东方明珠、太平洋财产保险、盛大国际等多家知名企业都抢先入驻。[50][51][52]
- 香港《南华早报》认为，中国新一届总理李克强力排众议推进上海自贸区试点的设立显示出中国新一届领导人推动经济改革的决心[5]。《南华早报》7月15日发表题为《上海是展示李克强经济学的橱窗》的文章，指出李克强已下定决心选择上海作为第一个橱窗，展现“李克强经济学”是如何发挥作用将中国从硬着陆的风险中拯救出来的[53]。上海自贸区试点的设立还被认为将使上海的港口、机场、仓储、地产以及金融服务等行业获益[15]，并大幅促进上海的离岸经济、港口经济和总部经济的发展，同时给长江三角洲地区的经济发展以正面辐射效应[17]。外高桥地区也因得益于行政、金融、交通、区域成熟度和配套等各方面的优势而被认为有希望成为上海自贸区的中央商务区[54]。由于自贸区对人员进出未设限制，因此对于上海市民和其他中国民众而言，上海自贸区的成立将方便他们的生活，在未来可以以较低的价格买到进口的商品，以前无法购得的游艺设备也能在自贸区购买，自贸区内未来还可以直接“海淘”，商品通过物流直接送到消费者手中[55]。
- 截至2014年9月，上海自贸区成立一年时间内在投资自由化、贸易便利化、政府监管的创新、金融创新与开放等领域的改革已经取得了巨大进展，同时在进出口总额和通关速度方面都有明显突破。一年内，自贸区有约一万两千家企业进驻，并已经成熟了一批经验制度并向全国推广，其中深圳海关已经复制了上海自贸区通关经验。[56][57]李克强在视察上海自贸区认为上海自贸区有未来前景很大，并表示，“我感觉他对自贸区的改革充满希望，而且希望这些先行先试的改革加快步伐”[58][59]。下一步，上海自贸区仍将继续扩大准入门槛，实现人民币跨境支付系统将落户，改革力度会继续加大，并加速形成可复制推广的政策办法。[60][61]

### 负面
- 香港《南华早报》指出，上海自贸区试点的建立可能会导致区域内地产价格飙升[62]。在上海自贸区试点获得立项后，江苏等周边地区亦开始应对其可能对自身发展产生的影响及可能获得的效益[63]。在上海自贸区试点获得批准之后，中国大陆其他地区如：舟山、重庆、天津等地区均纷纷跟进，推出本地区的自贸区规划项目以求获得政策利好，促进本地区经济发展[64]。面对这种情况，亦有评论指出：建立自由贸易试验区实质上是在分享“政策红利”，有可能引起区域之间的恶性竞争，对于中央政府而言，一碗水很难端平。而对于中国经济发展的着眼点应是改善民众的生活，因此除了扩大对外开放之外，更重要的还应当努力扩大内需。[40]
- 2015年，上海美国商会发布的年度调查报告显示，在对370多名会员的调查中，四分之三的受访者认为上海自贸区没有为其业务带来实实在在的好处。[65]
- 国务院副总理汪洋在全国人大常委会上作有关自贸区工作进展报告中指出上海自贸区在多个领域改革成果显著，但还存在开放力度不够，负面清单偏长，“改革”举措推进协同性不够，事中事后监管制度不完善等问题，离十八届三中全会的要求还有一定差距。[66]
- 英国《金融时报》认为，上海自贸区成立两周年取得了成绩，但亮点和优势仍不明显[67]
- 中共上海市委书记韩正在上海自贸区扩区动员大会的讲话中承认上海自贸区“先发”优势受到挑战，需要克服困难、保持优势。[68]
- 2019年8月，《南华早报》指，中国对资本流动的严厉控制已经挫败了上海自由贸易区到2020年成为“国际金融中心”的梦想。[69]
- 2019年9月，路透社报道指，由于当局并未在自贸区兑现更自由的货币流通及更简便的国际贸易的承诺，反而加强了资本的管控，使得许多企业逐步离开自贸区。报道援引宁波银行内部人士的消息说，自贸区帐户不但每笔交易都要上报，而且里面的资金还不能转到普通帐户，这使得自贸区账户“根本无用”；南京银行内部人士则批评，自贸区业务比较像在满足政府设定的目标，而不是因为那里真的有商业机会。上海财经大学教授丁剑平则表示，自由贸易区帐户的用户在进行一次交易之前必须勾选超过40个方框，这使得自贸区的账户丧失了便捷性。[70][71]
- 2019年9月，澳大利亚蒙纳士大学商学院的史鹤凌教授在接受澳大利亚广播公司的采访时表示，上海自贸区在2013年挂牌成立之际，曾准备在金融方面实现多项突破，包括人民币与外币自由兑换、建立大宗商品期货市场和允许自贸区内外资企业发行债券，但“五六年过去了，很多金融上的措施都没有实现”。[72]

### 评估
- 2016年9月，上海财经大学首次发布“上财中国自由贸易试验区发展指数”。中国自贸区综合发展总指数为68.37，其中上海自贸区的发展指数为69.33，在上海、广东、天津和福建四个自贸试验区中排名第一，先行先试的效果凸显[73]。
- 2016年12月，英国《外国直接投资》杂志进行的2015年度“全球最佳自由区”评选中，上海自贸区保税区域位列亚太地区第二位[74]。
- 2017年5月，中山大学自贸区研究院针对沪粤津闽四大自贸区的八个片区编制的编制的“2016-2017年度中国自由贸易试验区制度创新指数”显示，上海自贸区制度创新总体排名第一位，在投资便利化、贸易便利化、金融创新、政府职能转变、法治化建设5个一级指标中，金融创新表现获分项第一位[75]。
- 上海市政府发展研究中心的智库课题组发布的《中国（上海）自由贸易试验区建设三年总结和评估》报告，目前上海自贸区建设主要存在五个问题，包括对标国际最高标准不够、部分改革深度和广度需要进一步提高、区内法治建设任务重、风险防控体系需进一步完善和改革举措系统集成不够。上海自贸区要与上海国际金融中心结合，而上海国际金融中心建设要与“一带一路”、亚投行的国际融资需求相结合。要让上海自贸区成为我国融入全球的金融链接端，成为人民币全球循环支付和交易中心；积极争取亚投行的运营总部或支付中心进驻上海。其次，上海自贸试验区将与上海国际金融中心联动，提升定价能力；第三是与上海科技创新中心联动，聚集全球英才，进一步开放人才政策。[76]